# IC 406
IC 406 ist eine zufällige Sternkonstellation im Sternbild Fuhrmann am Nordsternhimmel, die der österreichische Astronom Rudolf Spitaler am 9. Februar 1891 fälschlich als IC-Objekt beschrieb.